# Badong
Badong (en chino, 巴东; pinyin, Bādōng) es un condado bajo la administración directa de la Prefectura Enshi, al oeste de la provincia de Hubei, República Popular China. Situada entre montañas en la frontera con Chongqing, la zona urbana de la sede del gobierno autónomo (Poblado Xinling) yace la garganta del Wu (巫峡) una región de valles que se han esculpido por el río Yangtsé, por tal razón sus edificaciones parecen estar unas encimas de otras.  Su área es de 3351 km² y su población total para 2010 superó los 400 mil habitantes. 
El valle del Yangtsé se inundó durante la primera década del siglo XXI después de la construcción de la presa de las Tres Gargantas en el este, pero el asiento del condado está por encima de la línea de inundación, por lo que la mayoría de la ciudad original aún existe, el mismo caso que en muchas otras ciudades del río a lo largo de esta sección del Yangtsé.

## Administración
El condado de Badong se divide en 12 pueblos:
10 Poblados:
- Xinling (信陵)
- Dongrangkou (东壤口)
- Yanduhe (沿渡河)
- Guandukou (官渡口)
- Chadianzi (茶店子)
- Lücongpo (绿葱坡)
- Dazhiping (大支坪)
- Yesanguan (野三关)
- Qingtaiping (清太平)
- Shuibuya (水布垭)

2 Villas:
- Xiqiuwan (溪丘湾)
- Jinguoping (金果坪)

## Toponimia
El topónimo Badong se compone de los sinogramas Ba (nombre propio) y Dong (oriente). Según la enciclopedia del siglo X, escrita por Yue Shi (乐史), Geografía universal de la Era Taiping (太平寰宇记) dice;  Badong se formó tomando los terrenos orientales (dong) de la Comandería Gu(ba) (古巴郡), de ahí su nombre.

## Economía
Junto a la agricultura, la extracción de carbón en pequeñas minas es la principal actividad comercial de la región, hay una gran fábrica de cemento en el río, que es lo contamina de manera significativa.
La nueva libertad de viajar y trabajar a otras partes de China también ha dado lugar a un importante éxodo de trabajadores a las zonas costeras para encontrar empleo. Las personas mayores tienden a permanecer en los pueblos, y los trabajadores suelen volver a tener a sus hijos y luego generalmente vuelven a las fábricas. El resultado general es que muchos pueblos de Badóng se están reduciendo y algunas tierras de cultivo en las montañas están siendo abandonadas y volviendo a su estado natural.

## Transporte
Debido a las dificultades del terreno y las condiciones de la carretera, la forma más conveniente de llegar a la sede del condado es por vía fluvial. 
El condado tiene un Puente importante que la conecta a la Ruta Nacional 209. La carretera cruza la mitad norte del condado desde el noreste al suroeste.  Hasta 2009, la ruta 209 era un camino de tierra de 20 km.
Varias carreteras provinciales corren de norte a sur a través del condado. La ruta nacional 318 cruza la parte sur del condado de este a oeste.

## Clima
Badong se encuentra en el área de las Tres Gargantas y posee un clima subtropical monzónico.
| Parámetros climáticos promedio de Badong                    | Parámetros climáticos promedio de Badong | Parámetros climáticos promedio de Badong | Parámetros climáticos promedio de Badong | Parámetros climáticos promedio de Badong | Parámetros climáticos promedio de Badong | Parámetros climáticos promedio de Badong | Parámetros climáticos promedio de Badong | Parámetros climáticos promedio de Badong | Parámetros climáticos promedio de Badong | Parámetros climáticos promedio de Badong | Parámetros climáticos promedio de Badong | Parámetros climáticos promedio de Badong | Parámetros climáticos promedio de Badong |
| Mes                                                         | Ene.                                     | Feb.                                     | Mar.                                     | Abr.                                     | May.                                     | Jun.                                     | Jul.                                     | Ago.                                     | Sep.                                     | Oct.                                     | Nov.                                     | Dic.                                     | Anual                                    |
| ----------------------------------------------------------- | ---------------------------------------- | ---------------------------------------- | ---------------------------------------- | ---------------------------------------- | ---------------------------------------- | ---------------------------------------- | ---------------------------------------- | ---------------------------------------- | ---------------------------------------- | ---------------------------------------- | ---------------------------------------- | ---------------------------------------- | ---------------------------------------- |
| Temp. máx. abs. (°C)                                        | 19.2                                     | 25.6                                     | 31.7                                     | 35.7                                     | 38.5                                     | 40.8                                     | 41.4                                     | 41.6                                     | 40.9                                     | 33.7                                     | 28.6                                     | 20.3                                     | 41.6                                     |
| Temp. máx. media (°C)                                       | 9.7                                      | 11.8                                     | 16.2                                     | 23.1                                     | 27.1                                     | 30.1                                     | 33.0                                     | 33.4                                     | 28.0                                     | 22.6                                     | 17.1                                     | 11.8                                     | 22                                       |
| Temp. media (°C)                                            | 5.9                                      | 7.7                                      | 11.7                                     | 17.7                                     | 21.8                                     | 25.1                                     | 27.7                                     | 27.8                                     | 23.2                                     | 17.9                                     | 12.7                                     | 7.9                                      | 17.3                                     |
| Temp. mín. media (°C)                                       | 3.2                                      | 4.8                                      | 8.3                                      | 13.6                                     | 17.8                                     | 21.1                                     | 23.8                                     | 23.8                                     | 19.7                                     | 14.6                                     | 9.6                                      | 5.1                                      | 13.8                                     |
| Temp. mín. abs. (°C)                                        | -9.4                                     | -3.9                                     | -1.4                                     | 1.0                                      | 8.6                                      | 14.7                                     | 17.1                                     | 16.8                                     | 12.3                                     | 6.0                                      | -0.5                                     | -5.9                                     | -9.4                                     |
| Precipitación total (mm)                                    | 14.6                                     | 24.6                                     | 50.0                                     | 87.8                                     | 132.6                                    | 170.1                                    | 170.9                                    | 143.7                                    | 129.8                                    | 100.1                                    | 42.0                                     | 17.8                                     | 1084                                     |
| Días de precipitaciones (≥ 1 mm)                            | 6.7                                      | 7.6                                      | 11.4                                     | 13.2                                     | 14.0                                     | 14.2                                     | 14.9                                     | 11.8                                     | 11.9                                     | 11.8                                     | 9.0                                      | 7.2                                      | 133.7                                    |
| Fuente: 中国气象局 国家气象信息中心 12 de diciembre de 2012 |                                          |                                          |                                          |                                          |                                          |                                          |                                          |                                          |                                          |                                          |                                          |                                          |                                          |
| Fuente n.º 2: 气候资源数据库                                |                                          |                                          |                                          |                                          |                                          |                                          |                                          |                                          |                                          |                                          |                                          |                                          |                                          |

## Sismos
La región es altamente propensa a sismos, entre de 2003 a 2011 se registrarón más de 70 terremotos de magnitud +2, un terremoto en 2013 provocó grandes daños por una valor de USD 2,5 millones,, sin embargo hay una teoría que toma cada día más fuerza, que los movimientos telúricos son provocados por la presa de las Tres Gargantas. Un reporte científico dijo: los terremotos ocurren con mayor frecuencia durante la etapa inicial de almacenamiento de agua, pero disminuyen o incluso desaparecen a medida que pasa el tiempo, la academia China de ingeniería dijo se registraron 100 terremotos causados por represas o embalses de todo el mundo.